# Feistritz an der Gail
Feistritz an der Gail é um município da Áustria localizado no distrito de Villach-Land, no estado de Caríntia.

## Geografia

### Localização Geográfica
Feistritz se localiza na parte inferior do vale de Gailtal, perto da fronteira entre a Áustria, Itália e Eslovênia. O rio Gail faz o limite norte do município, e ao sul o município alcança o cume principal do sudeste dos Alpes. 